# Калиакра (кораб)
 Тази статия е за ветроходния кораб.  За други значения вижте Калиакра (пояснение).  
„Калиакра“ е единственият действащ (към лятото на 2007) български ветроходен кораб, баркентина. Всяка година участва в международни регати. Спуснат е на вода на 28 януари 1984 г. в Гданск, Полша, а на 3 август същата година пристига във Варна, България.
На обучение през него са минали хиляди момчета, които са направили своето първо морско плаване и са добили умения за бъдещата си професия. „Калиакра“ е една от бързите баркентини в света, макар че, от друга страна, е твърде къса за кораби от най-големия клас.
Плавателният съд от 2008 г. е учебен кораб на Българския морски квалификационен център. Ветроходът е снабден с най-модерната радио-навигационна техника и разполага с 2 радара. Собственост е на Българския морски флот и през зимата може да се види на варненското пристанище, където домува.
Капитани: Тома Томов, Мирослав Насалевски, Захари Захариев, Тодор Тодоров, Стоян Ангелов, Иво Лазаров, Валентин Марински, Тодор Тодоров, Георги Тодоров, Тома Томов, Станислав Калудов.

## Тактико – технически данни на баркентина „Калиакра“
| Водоизместване: стандартно                                | т. |
| пълно                                                     | 392 т. |
| Размери: дължина                                          | 52 м / максимална/                                                                                              |
| широчина                                                  | 8 м |
| газене                                                    | 3,75 м |
| Енергетична установка: 1 дизелов двигател „Wola Warszawa” | 310 к. с. |
| Скорост                                                   | 10 възела под ветрила                                                                                           |
| Далечина на плаване                                       | морски мили / възела                                                                                            |
| Количество на горивото                                    | т. дизел |
| Екипаж                                                    | 21 души и 30 практиканти                                                                                        |
| Ветрилно стъкмяване                                       | 15 ветрила (5 прави – първоначално 4), ветрилна площ 885 m2 (гардероб от 22 ветрила, цели мачти, реи и бушприт) |
| Ветрилна площ                                             | 1000 кв. м |